# Комсомол

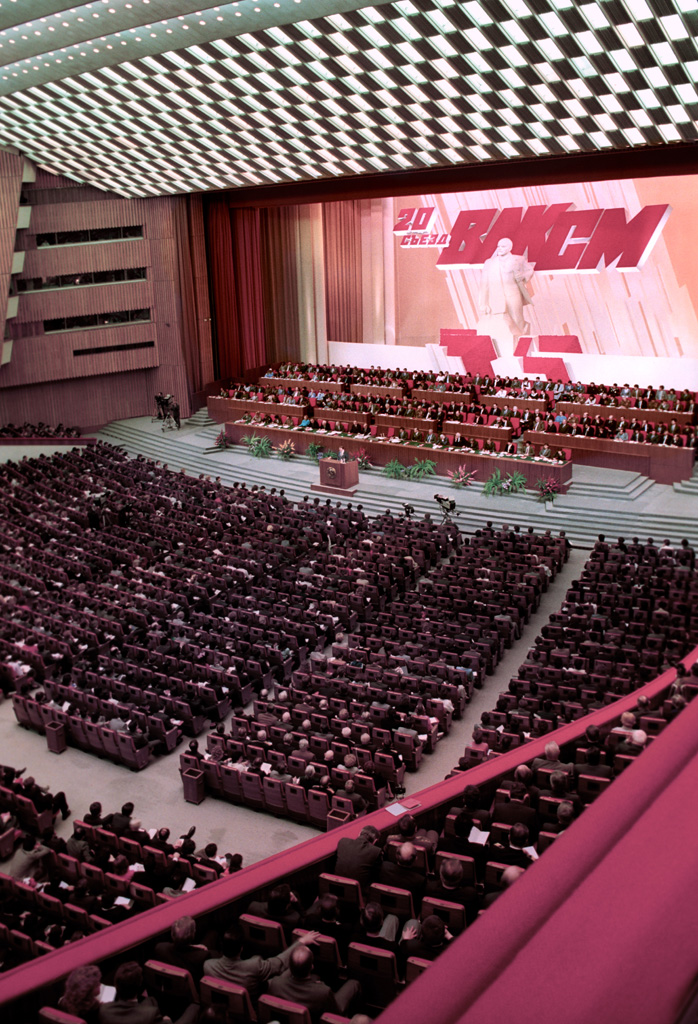
20 Конгрес ВЛКСМ, (1987)

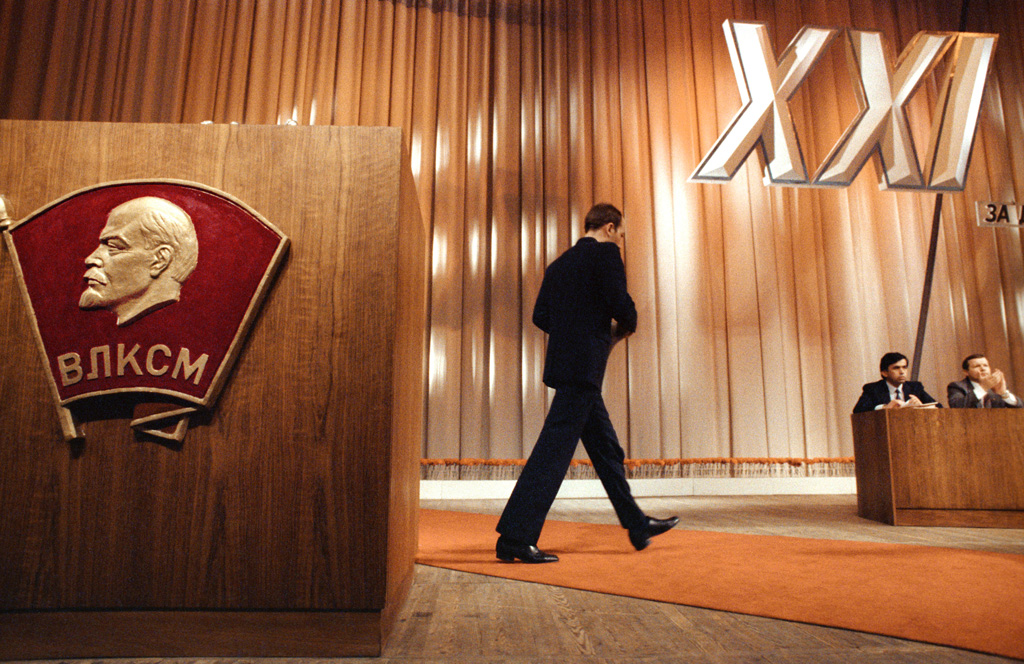
21 Конгрес ВЛКСМ, (1990)

Всесоюзний Ленінський комуністичний союз молоді (ВЛКСМ), або Комсомол — комуністичний молодіжний рух в СРСР, скорочення від «комуністичний союз молоді». Аналогічні рухи існували у соціалістичних країнах світу. На міжнародному рівні національні комсомольські організації поєднував Комуністичний Інтернаціонал молоді (1919—1943), а після Другої світової війни (з 1945) — Всесвітня федерація демократичної молоді.
Структура для контролю за молоддю КПРС. Наступник в Україні — комсомол КПУ.

## Історія
До 1917 року в Російській імперії існували лише нечисленні організації робітничої молоді, наприклад, «Югенбунд» при партії Бунд у 1905—1906 роках, «Майбуття» (польськ. Budućnost) у Польщі та небагато інших. Лише деякі організації учнівської молоді перебували під впливом соціалістів-демократів та брали участь у політичному житті, наприклад, Південно-руський союз учнівської молоді (1901—1904).
Масовий розвиток молодіжного руху розпочався в 1917 році, звичайно під впливом соціалістів-революціонерів та соціал-демократів (меньшовиків). Соціал-демократи (більшовики) почали набувати в цих організаціях керівної ролі під осінь: у Петрограді — в організації «Праця і Світло»
(рос. «Труд и Свет», пізніше «Социалистический союз рабочей молодежи»), у Москві — «Союз молоді» при Московському комітеті РС-ДРП(б), об'єднання робітничої молоді «3-й Інтернаціонал» у Замоскворіччі.
У жовтні 1918 року, для об'єднання та організаційного оформлення юнацького руху скликано З'їзд організацій молоді, що й заклав підвалини молодіжного комуністичного руху в Росії.
Комсомол — молодіжна суспільно-політична організація, що не є незалежною, а завжди перебувала під керівництвом РКП(б), потім ВКП(б). З'їзд об'єднав розрізнені союзи молоді в загальноросійську організацію з єдиним центром. На з'їзді ухвалено основні принципи програми і статут Російського комуністичного союзу молоді (РКСМ). У тезах, що затвердив з'їзд, мовилося: «Союз ставить собі за мету розповсюджувати ідеї комунізму й залучати робітничу й селянську молодь в активне будівництво Радянської Росії».
У жовтні 1919 року відбувся II З'їзд РКСМ.
Важке становище «Радянської Росії» під час громадянської війни викликало в комсомолі жорстоку кризу, що виявила себе під час III З'їзду РКСМ у виступах опозиційних течій. Початок НЕПу загострив кризу, що призвело до суттєвого скорочення кількості членів організації.
IV та V з'їзди (жовтень 1921 і жовтень 1922 відповідно) характеризувались пошуком нових форм діяльності. Проведення у життя положень Декрету про броню для підлітків, що закріплював кадри робітничої молоді на виробництві, сприяв діяльності комсомолу. На V З'їзді РКСМ прийняв шефство над Червоним флотом.
В січні 1923 року до РКСМ приєдналася Єврейська комуністична спілка молоді (Євкоммол), яка до цього діяла окремо.
До VI З'їзду (липень 1924) чисельність комсомолу зросла. На цьому З'їзді Союз ухвалив додаткову назву «Ленінський».
VII З'їзд комсомолу (березень 1926) використала ВКП(б) для боротьби з опозицією як у партії, так і в комсомолі. З цього з'їзду комсомол прийняв назву ВЛКСМ — Всесоюзний Ленінський Комуністичний союз молоді. Філії організації в союзних республіках одержали свої назви, так в Українській РСР був свій ЛКСМУ.

Зі Статуту ВЛКСМ: 
|  | ВЛКСМ — самодіяльна громадська організація, що об'єднує у своїх рядах широкі маси передової радянської молоді. Комсомол ‑ активний помічник і резерв Комуністичної партії Радянського Союзу. Вірний ленінським заповітам, ВЛКСМ допомагає партії виховувати молодь у дусі комунізму, залучати її до практичного будівництва нового суспільства, готувати покоління всесторонньо розвинених людей, які житимуть, працюватимуть і управлятимуть суспільними справами при комунізмі. ВЛКСМ працює під керівництвом Комуністичної партії, є активним провідником партійних директив у всіх сферах комуністичного будівництва. |

Відповідно до Статуту ВЛКСМ, у комсомол приймали хлопців і дівчат віком від 14 до 28 років. Первинні організації ВЛКСМ створювано на підприємствах, у колгоспах, радгоспах, навчальних закладах, установах, частинах Радянської Армії і флоту. Найвищий керівний орган ВЛКСМ — Усесоюзний з'їзд; усією роботою Союзу між з'їздами керував Центральний Комітет ВЛКСМ, що обирає Бюро й Секретаріат.
Історія ВЛКСМ була нерозривно пов'язана з історією СРСР. Комсомольці були активними учасниками Громадянської війни 1918—1920 років у лавах Червоної Армії. На ознаймування бойових заслуг комсомол в 1928 році нагороджено орденом Червоного Прапора.
За ініціативу в соціалістичному змаганні, в 1931 році ВЛКСМ було нагороджено орденом Трудового Червоного Прапора.
За видатні заслуги перед Батьківщиною на фронті і в тилу в період Другої Світової війни 3,5 тис. комсомольців удостоєно звання Героя Радянського Союзу, 3,5 млн комсомольців нагороджено орденами й медалями; ВЛКСМ в 1945 році був нагороджений орденом Леніна.
За працю, яка вклав комсомол у відновлення зруйнованого німецькими фашистами народного господарства, ВЛКСМ в 1948 році був нагороджений другим орденом Леніна.
За активну участь в освоєнні цілинних і заліжних земель ВЛКСМ в 1956 році був нагороджений третім орденом Леніна.
У 1968 році у зв'язку з 50-річним ювілеєм Ленінського комсомолу ВЛКСМ був нагороджений орденом Жовтневої Революції.
Членство в комсомолі в СРСР було майже обов'язковим (часто, фактично примусовим). За всю історію ВЛКСМ через його ряди пройшло понад 200 млн чоловік.
У вересні 1991 року XXII-й надзвичайний з'їзд ВЛКСМ визнав вичерпаною політичну роль ВЛКСМ як федерації комуністичних союзів молоді і заявив про саморозпуск організації.
Приймач в Україні, комсомол Комуністична партія України.

## Ієрархічна структура
Згідно статуту (як і в статуті КПРС), головним керівним органом ВЛСКМ СРСР був з'їзд, що збирався раз на п'ять років.
Поміж з'їздами ВЛКСМ керував Центральний Комітет, який вибирався на черговому з'їзді і був йому офіційно підпорядкований. Але практично, ЦК ВЛКСМ керувався одним з відділів ЦК КПРС. Весь керівний апарат ЦК ВЛКСМ визначався вищестоящими партійними інстанціями, а 1-й секретар ЦК ВЛКСМ був одночасно кандидатом або членом ЦК КПРС в ранзі завідувача відділком ЦК КПРС. Як правило перші секретарі — це були кар'єрні партійні бюрократи, «молоді люди» у віці понад 40 років, для яких посада в ЦК ВЛКСМ була лише черговою сходинкою в їх компартійній кар'єрі.
ВЛКСМ мав союзно-республікансько структуру, ієрархію. Кожна з республік СРСР мала власний «Союз молоді». В Україні був свій «Ленінський Комуністичний Союз Молоді України», який мав подвійне підпорядкування. З одного боку він підпорядковувався центральному Комітету ЛКСМ у Москві, з другого боку — Центральному Комітету КП України.
Найдіяльніші члени ВЛКСМ, обрані до складу ЦК ВЛКСМ, ЦК ЛКСМ союзних республік, крайкомів, обкомів, міськкомів, райкомів, комітетів і бюро первинних організацій; працівники комсомольського апарату, пропагандисти, агітатори, піонервожаті, чл. комісій при комітетах комсомолу називались комсомольським активом.
З розвитком ініціативи і самодіяльності в комсомолі все більшу роль відіграють комсомольські групорги, позаштатні секретарі райкомів і міськкомів комсомолу.

## Кількість членів по роках (у тисячах)

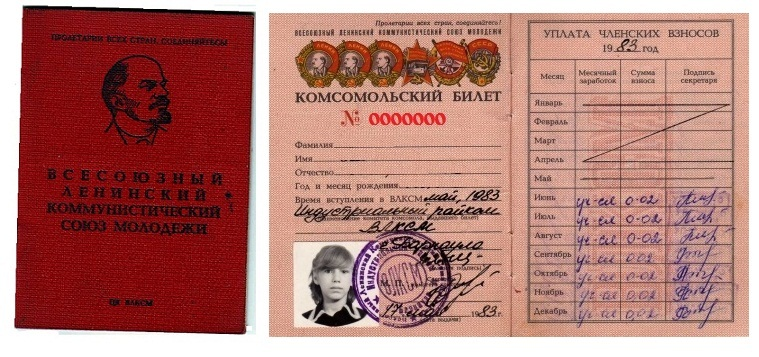
Комсомол квиток, (1983)

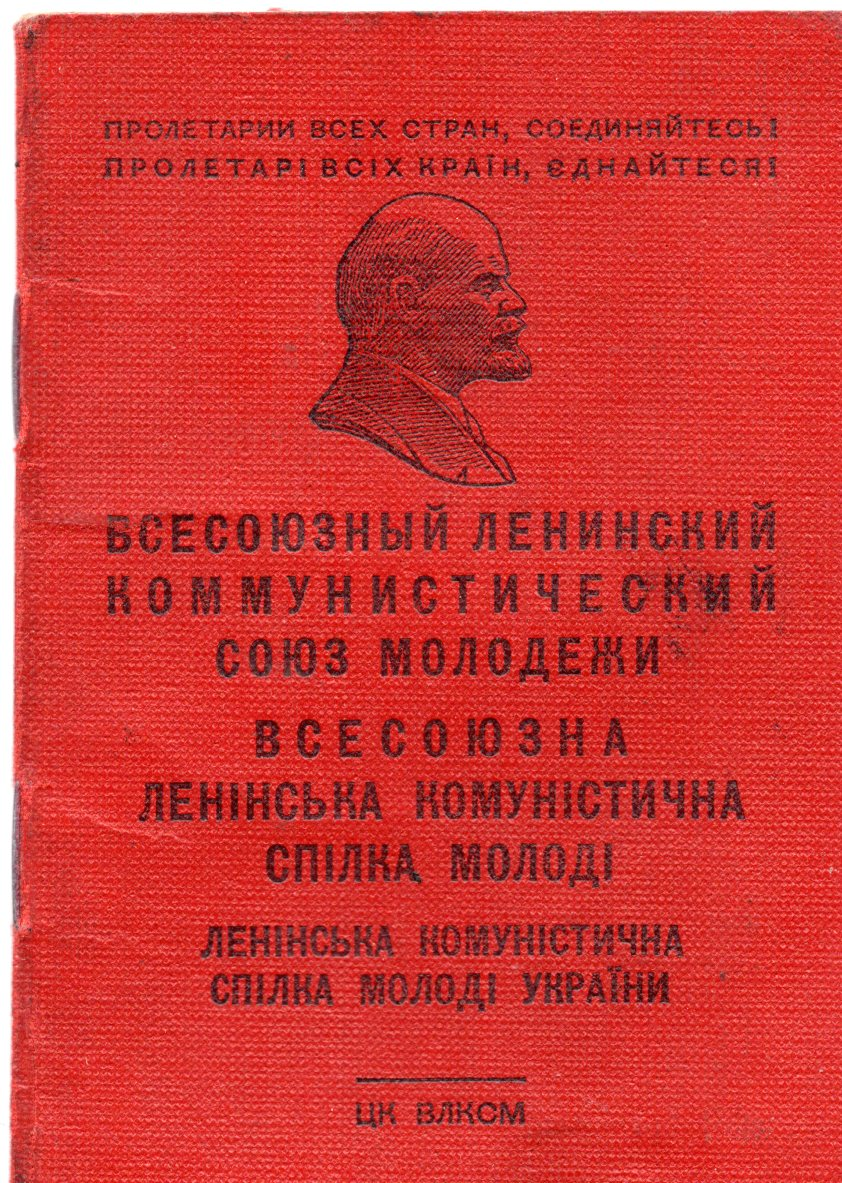
Комсомольський квиток члена ЛКСМУ (вид. у 1967 році)

## Цілі та завдання
Головне завдання А. к. — «боротьба» за проведення політики Комуністичної партії.

## Нагороди

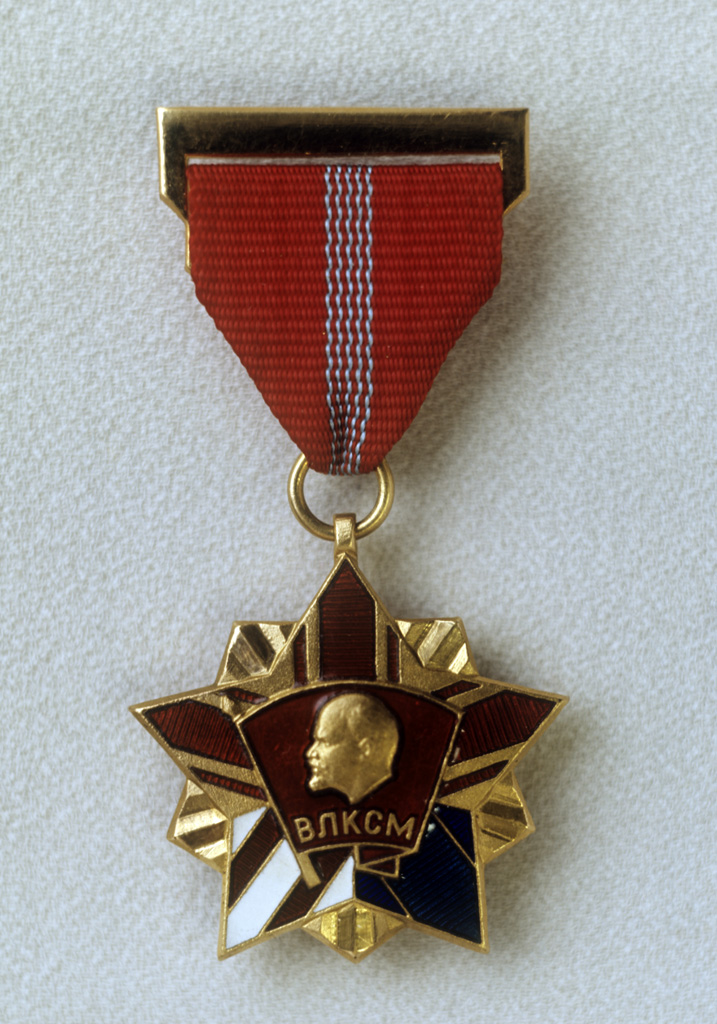
Почесна відзнака
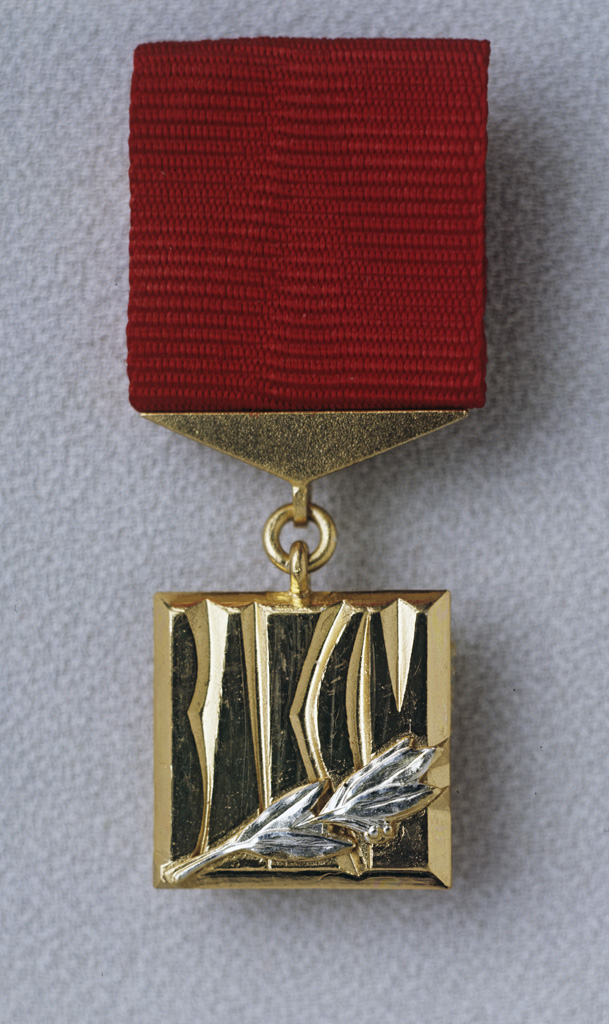
Лауреат Ленінського комсомолу
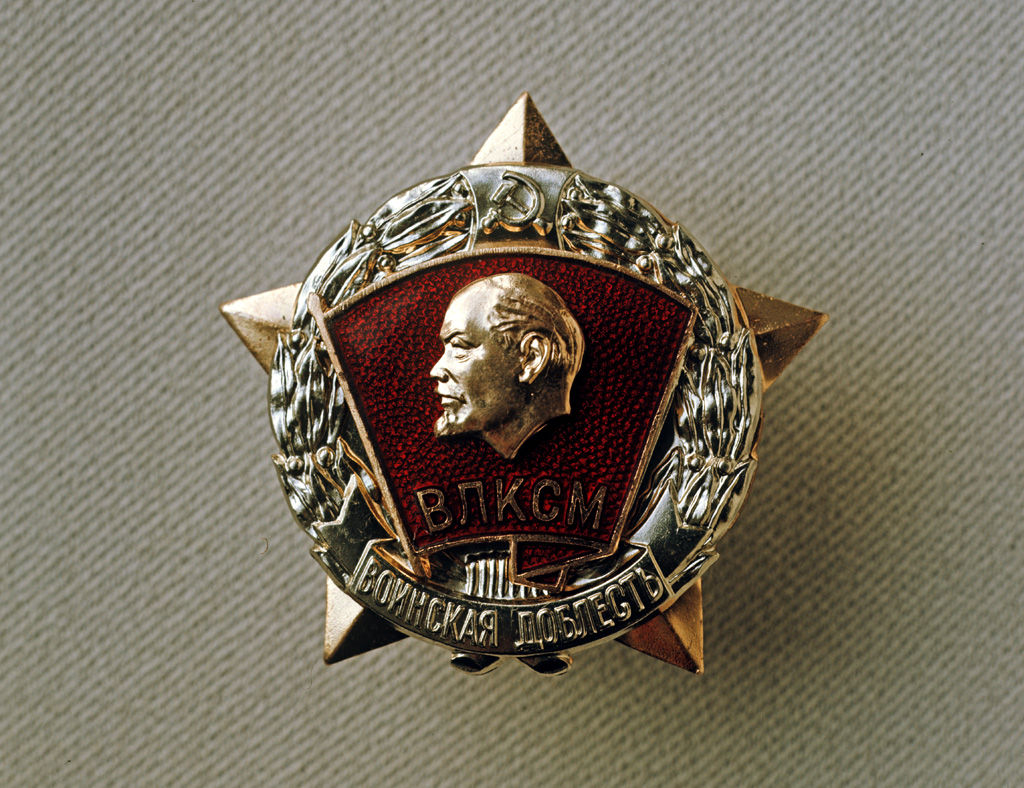
Доблесть солдата ЦК ВЛКСМ
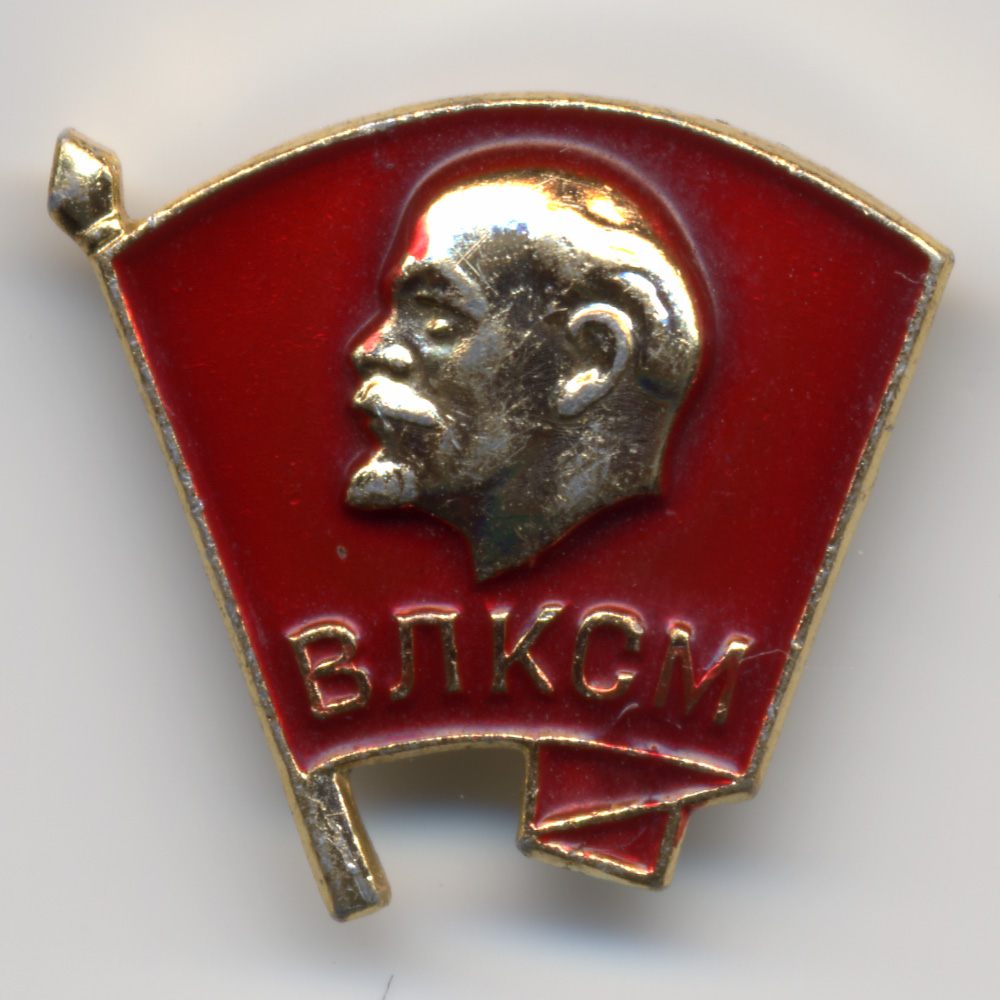
Комсомольський значок члена ВЛКСМ
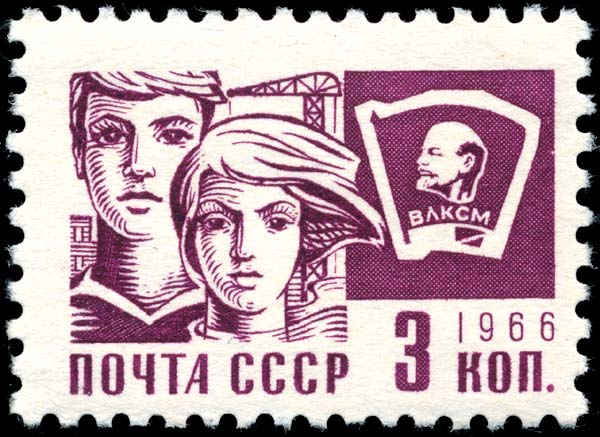
Поштова марка СРСР
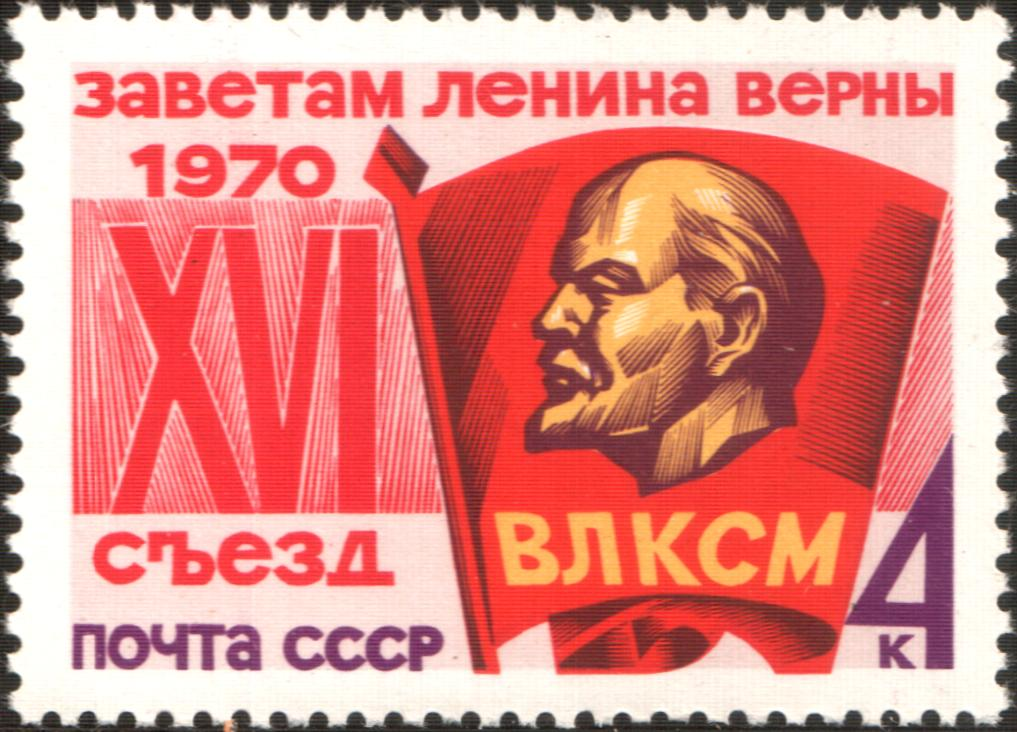
Поштова марка СРСР